# Esquipulas (Nicaragua)
Esquipulas es un municipio del departamento de Matagalpa en la República de Nicaragua.

## Geografía
El término municipal limita al norte con los municipios de San Dionisio y Matagalpa, al sur con los municipios de Boaco y San José de los Remates, al este con el municipio de Muy Muy y al oeste con el municipio de Terrabona. La cabecera municipal está ubicada a 105 kilómetros de la capital de Managua.
Es un territorio montañoso en el que sobresalen las alturas de Cumaica, El Gorrión, El Castillo, Cerro El Padre, Peña de la Luna y Santa María. Cuenta también con dos pequeñas lagunas: las Piedras y Cebadilla. Los ríos de mayor importancia son el Río Grande de Matagalpa, el río Olama y Quebrada Grande. Como caudales de menor importancia se encuentran las quebradas o arroyos grandes, de la Pita y Miragua.

## Historia
Por las toponimias de la región sabemos que Esquipulas está entre las sierras donde habitaban los indios matagalpas antes de la conquista española. Estos tenían su propia lengua, cerámica, cacao, naranja y costumbres. El nombre se originó en el pueblo era kaulapa, de procedencia indígena Matagalpa. Según una leyenda, durante la conquista española los habitantes dispusieron construir una iglesia en el terreno de una montaña que talaron, propiamente en el siglo XVI se construyó una iglesia donde se encontró una imagen del Cristo Negro, que luego dio nombre al lugar. Se convirtió en pueblo en algún momento entre 1820 y 1838. En un cerro vecino existe una piedra enorme en forma de concha que da lugar a un espacio techado como cueva que la gente llama "Casa de piedra", desde donde hay una bonita vista del valle de Cumaica. Entre Esquipulas y Metapa estaba la hacienda "Olominapa" de Josefa Sarmiento, adonde en cierta ocasión venía ella en carretas desde León acompañando a Rosa Sarmiento a parir al niño que después sería el genio Rubén Darío, pero el parto se adelantó el 18 de enero de 1867 naciendo ese día en Metapa (hoy llamada Ciudad Darío) en casa de doña Agatona Ruiz, quien le sirvió como partera. El primer sacerdote que visitó dicha comunidad lo llamó "Señor de Esquipulas". Al comienzo y mediados del siglo XX se cultivaba café, ganado y granos básicos, en las partes altas montañosas, en fincas como "La Pineda" de Cosme Pineda (después de Quito Smith), "La Danta" de Jorge Bernard, (después de la firma Caley y Dagnall), "Cumaica" de Daniel Somarriba, "Santa Fe" de Julio Cisne, y otra de los Eger. Las familias principales eran de apellidos Morales, Cajina, Montoya, Ballesteros.
El municipio fue fundado en 1944 recibió sus derechos de ciudad.

## Demografía
Esquipulas tiene una población actual de 18,166 habitantes. De la población total, el 49.8% son hombres y el 50.2% son mujeres. Casi el 35.5% de la población vive en la zona urbana.

## Naturaleza y clima
El municipio tiene un clima tropical de sabana, modificado con características cálido y húmedo. La temperatura oscila entre los 25 a 27 °C. La precipitación pluvial está entre 1600 y 2000 mm.

## Localidades
Aparte del casco urbano, la zona rural está dividida en 14 comarcas, a su vez subdivididas en las 32 comunidades siguientes: Zapotal Abajo, Zapotal Arriba, Cinta Verde, San Francisco, La Caldera, La Danta, El Barro, El Jícaro, Santa Rosa, San Pedro, La Luna, El Dorado, Miraguas, Santa Teresa, Cerro El Padre, Piedra Grande, Castillo Abajo, Castillo Arriba, Pita N.º 1, Pita N.º 2, El Terrero, Coscuilo, La Enea, La Pineda, Los Potreros, El Quebrachal, El Portón, San Vicente, El Gorrión, Monte Alegre, El Rodeo, Cuatro Esquinas, Cumaica.

## Economía
La principal actividad económica es la agricultura, basada en el cultivo del maíz y café en unas tierras que son muy fértiles. También tiene cierta importancia la ganadería vacuna, tanto para obtener carne como leche.

## Cultura
Las fiestas locales conmemoran la aparición del Señor de Esquipulas y la respectiva construcción de la iglesia donde se encontró. Sus fiestas patronales se celebran los días 14 y 15 del mes de enero.
El 14 de enero se realiza la peregrinación hacia el santuario diocesano del Señor de Esquipulas y la gente se queda en vela toda la noche hasta el día 15 en que se realiza la misa a eso de las 9 de la mañana que preside el obispo y todo el clero diocesano.